# クレイジーな取り替えっこ
『クレイジーな取り替えっこ』（クレイジーなとりかえっこ、原題：Crazy Mixed Up Pup）は、アメリカ合衆国の映画会社、ユニバーサル・ピクチャーズに所属していたアニメーターのテックス・アヴェリーによる作品のひとつ。1954年度アカデミー賞短編アニメ部門ノミネート作品。

## 内容
ある日、サムは犬のローバーの散歩のついでに妻のマーガレットに買い物を頼まれた。（フィーフィーという雌犬も飼っている）サムは、マーガレットに「道路を渡るときは注意してね」と忠告した。サムが、買い物のメモを確認している時に道路に差しかかり、渡ろうとしたときに運が悪くも猛スピードで走る車に轢かれてしまう。
すぐに救急車が来て輸血を行ったが、医者があまりに慌てていたので人間の血と犬の血を逆に入れてしまう。こうして、サムには犬の血が、ローバーには人間の血が入ってしまった…。輸血後、すぐに起こしてみると、サムはいきなりノミを掻く仕草をし、ローバーは煙草を吸う。
肉屋に着いた時に、肉屋の店員がTボーンステーキを渡すと、サムは強引にステーキに噛みいてそのまま走っていくと、ローバーがステーキの代金を支払う。
家に帰ってからも、マーガレットや牛乳配達員までもがその奇妙さに混乱してしまい、とうとうマーガレットはフィーフィーと供に家出してしまう。だが、マーガレットたちもサムたちと同じ轍を踏むことになり…。
長年MGMに所属していたテックス・エイヴリーがユニバーサル・ピクチャーズに入社して初めての短編アニメ作品であり、同年のアカデミー賞にもノミネートされた。

## キャスト
| キャラクター         | 原語版声優             |
| -------------------- | ---------------------- |
| サム・スミス         | ドウズ・バトラー       |
| ローバー             | ドウズ・バトラー       |
| 牛乳配達員           | ドウズ・バトラー       |
| マーガレット・スミス | グレース・スタフォード |
| フィーフィー         | グレース・スタフォード |
| ローバー(鳴き声)     | ダル・マッケノン       |

## スタッフ
- 監督・脚本：テックス・エイヴリー
- 製作：ウォルター･ランツ
- アニメーション製作：ラ・ヴァーン・ハーディング、ドン・パターソン、レイ・アブラムズ
- セットデザイン：レイモンド・ジャコブス
- 音楽：クラレンス・ウィーラー